# Jake Heggie

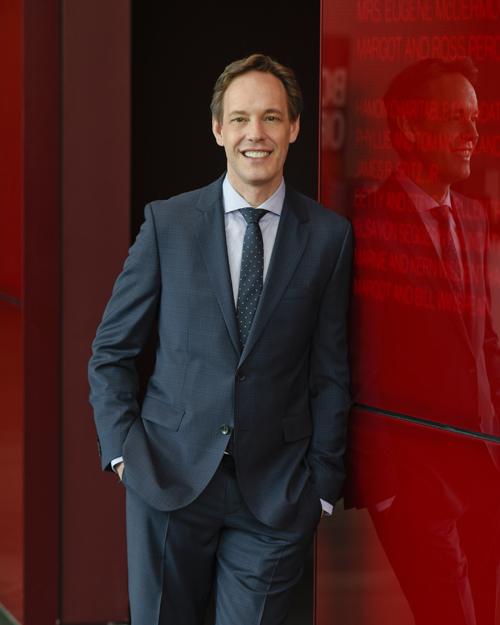
Jake Heggie in 2015

Jake Heggie, (West Palm Beach, Florida, 31 maart 1961) is een Amerikaans componist en pianist.  Hij is voornamelijk bekend van opera en liederen, maar schreef ook instrumentale werken.
Hij kreeg zijn opleiding in Orinda (Californië) door Ernst Bacon (1977-1979), Parijs en aan de UCLA. Aldaar kreeg hij colleges in piano en compositie.
Hij heeft talloze zangers en zangeressen op de piano begeleid. Daarnaast componeerde hij een behoorlijk aantal opera’s die met name in de Verenigde Staten populair waren / zijn. Bekendste wapenfeiten van hem zijn de opera’s Dead man walking en The end of the affair, die wekenlang werden uitgevoerd (ook weer in de V.S.). Deze twee opera’s hebben ervoor gezorgd, dat zijn muziek langzamerhand ook in Europa wordt uitgevoerd.

## Oeuvre
- 1984: Lugella; strijkkwartet
- 1985: Inisfree, voor twee pianos
- 1985: Glengariff; trio voor viool, cello en piano
- 1986: Skellig variations, voor twee pianos
- 1987: Faith disquiet; liederencyclus
- 1987: Rhosymedre, voor twee pianos
- 1987: One day at the duck pond, kamermuziek
- 1988: Trois poème interieurs de Rainer Maria Rilke ; liederencyclus
- 1990: Divertimento voor twee pianos
- 1994: Thee folksongs ; liederencyclus
- 1995: I shall not live in vain; liederencyclus
- 1995: Encountertenor ; liederencyclus
- 1996: Thought unspoken; liederencyclus
- 1996: Eve-song ; liederencyclus
- 1996: On the road to Christmas; liederencyclus
- 1996: Coward / Cabaret; kamermuziek
- 1996: My true love hath no heart; lied
- 1997: Natural selection ; liederencyclus
- 1997: Paper wings; liederencyclus
- 1997: So many notes; liederencyclus
- 1998: Songs to the moon; liederencyclus
- 1998: Before the storm; liederencyclus
- 1998: Everyone sang; lied
- 1999: From Emily’s garden; liederencyclus
- 1999: Songs and sonnets to Ophelia; liederencyclus
- 1999: Anna Madrigal remembers; voor koor
- 1999: Patterns; liederencyclus
- 2000: How well I knew the light; liederencyclus
- 2000: Of Gods and cats
- 2000: My grandmother’s loveletters
- 2000: Again
- 2000: Dead man walking; opera;
- 2001: The starry night; liederencyclus;
- 2001: The moon is a mirror; liederencyclus
- 2001: A great hope fell; liederencyclus
- 2001: Cut time; voor piano en orkest
- 2002: The deepest desire; liederencyclus
- 2002: Holy the firm; celloconcert;
- 2003: He will gather us around; liederencyclus
- 2003: The end of the affair; opera;
- 2004: Winter-roses; liederencyclus
- 2004: vanity ; lied
- 2004: Times of day; liederencyclus
- 2004: John Adams prayer, liederencyclus
- 2004: Grow old with me; lied
- 2005: At the Statue of Venus; opera
- 2005: Here and gone; liederencyclus
- 2005: Statuesque; liederencyclus
- 2006: To Hell and Back; opera
- 2006: Seeking higher ground; Bruce Springsteen rocks New Orleans, 30 april 2006
- 2007: Facing forwards, looking backwards; liederencyclus
- 2007: For a Look or a Touch; kameropera
- 2007: Rise and fall; liederencyclus
- 2007: Final monologue; lied
- 2008: Three decembers (werktitel Last Acts); opera
- 2008: Friendly persuasions; liederencyclus